# Stipan Marušić
Stipan Marušić (Subotica, 1926.) je bio vojvođanski, srbijanski i jugoslavenski visoki politički dužnosnik. Bio je drugo veliko političko ime hrvatske narodnosti u Vojvodini, nakon Geze Tikvickog. Rodom je bački Hrvat. Po struci je bio pravnik.
Studirao je u Beogradu, gdje je diplomirao na Pravnom fakultetu. Bio je članom Saveza komunista Jugoslavije.
Njegov napredak kroz sustav je bio postupan. 
Nakon rata je u Subotici obnašao visoke dužnosti u gradskim i općinskim komitetima.
Poslije je s gradskih i općinskih dužnosti došao na višu razinu, na čelo sreskog Narodnog odbora.
Nakon toga je napredovao do visokih dužnosti u SAP Vojvodini: predsjedavao je Pokrajinskom komorom, a 1965. Pokrajinskim SSRNS za Vojvodinu.
Bio je članom Izvršnog vijeća SAP Vojvodine  (pokrajinske Vlade), kojem je i predsjedavao od 1967. do 1971.